# 적색당 (우루과이)
적색당(스페인어: Partido Colorado)은 우루과이의 자유주의 정당이다.

## 역사
적색당은 1836년에 창당되었다. 주요 역대 지도자로 프루크투오소 리베라, 베난시오 플로레스, 호세 바셰 이 오르도녜스, 루이스 바셰 베레스, 호르헤 판체코 아레코, 후안 마리아 보르다베리, 훌리오 마리아 상기네티, 루이스 베르나르도 포솔로, 호르헤 바셰 이바녜스 등이 있다.
1865년부터 1959년까지 여당으로, 이 기간 동안 우루과이에서 독점적인 주도권을 쥐고 있었다. 백색당인 국민당과는 전통적인 경쟁자었다. 1958년 총선에서 국민당에게 패배했으나 1966년 선거에서 다시 여당이 되었고, 1973년 미국의 지원을 받는 쿠데타로 세워진 극우 군사독재정권에 부역하여 비판받았다. 우루과이에서 정치세력이었던 사람들에게 적색당은 이제 구색정당으로 여겨졌다. 군사독재정권이 붕괴된 이후 적색당은 다시 독립된 정당이 되었고, 1984년 총선에서 여당이 되었다. 1994년과 1999년 총선도 내리 승리했다.
2004년 총선에서 타바레 바스케스의 광역전선에게 정권을 빼앗기고 상원의석이 3석, 하원의석이 10석으로 줄어드는 충격적인 패배를 당했다. 적색당의 급격한 몰락의 원인이 무엇인지 제설이 있으나 대체로 경제위기와 구태의연한 지도부 때문이라고 여겨진다. 이후 2020년대 현재까지 상원의석과 하원의석이 각각 5석과 20석을 넘어본 적이 없다.

## 같이 보기
- 적색당 (파라과이)
- 국민당 (우루과이)
- 호르헤 바트예 이바녜스